# Podiceps cristatus
El somormujo lavanco (Podiceps cristatus) es una especie de ave podicipediforme de la familia Podicipedidae propia de los humedales de Eurasia, África y Australasia. Es uno de los miembros más característicos y conocidos de su familia.

## Descripción

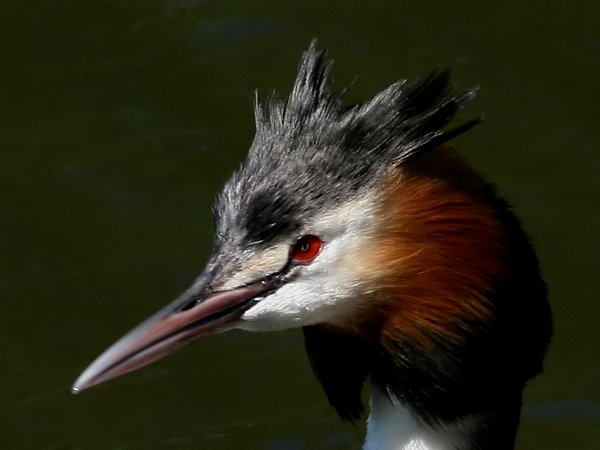
Es característico el plumaje de su cabeza en época nupcial.

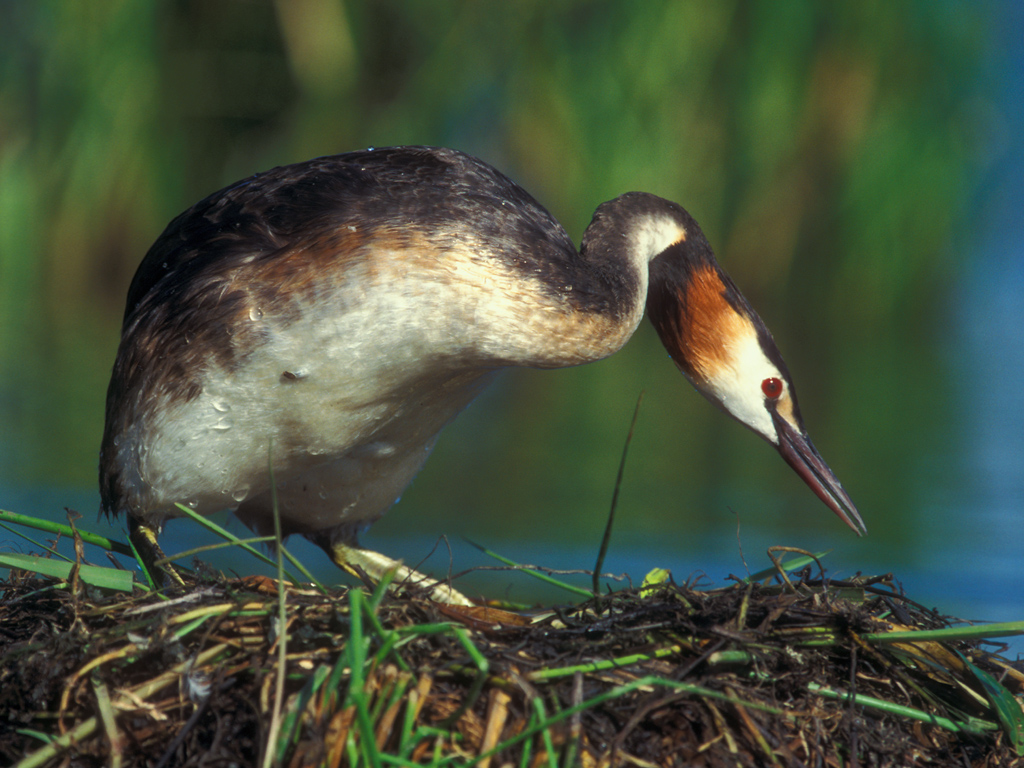
Tiene las patas en posición trasera como todos los somormujos.

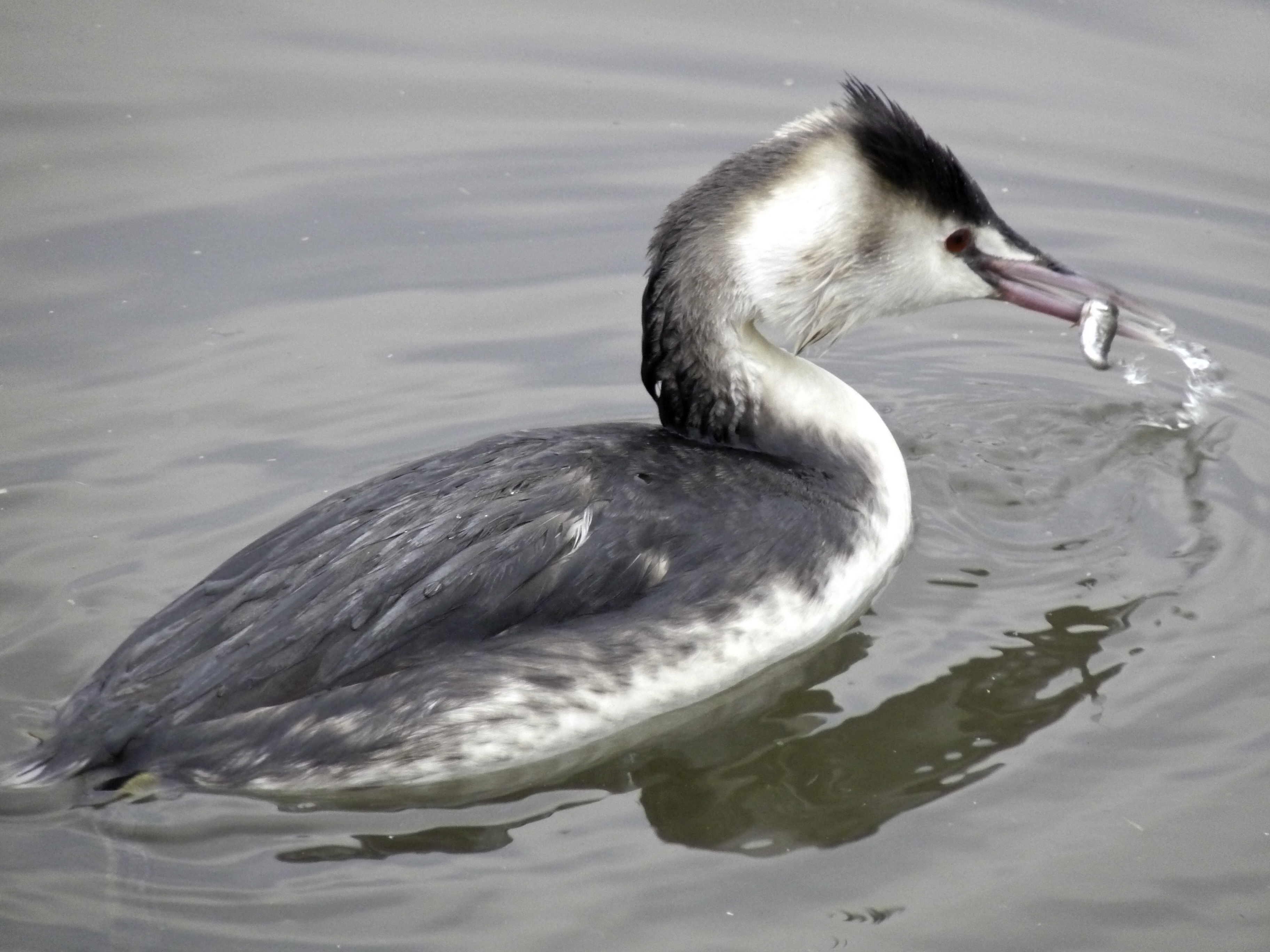
Plumaje de invierno.

El somormujo lavanco es el miembro de su familia de mayor tamaño del Viejo Mundo. Mide de 46 a 51 cm de largo, con una envergadura alar de entre 59 y 73 cm y un peso de 0,9 a 1,5 kg.
 Ambos sexos tienen un aspecto similar. Los adultos son inconfundibles en la época reproductiva por la decoración de su cabeza y su largo cuello. Se reconocen por su píleo negruzco que se prolonga con dos penachos por la parte posterior y sus prominentes golas castaño rojizas en los laterales de su cabeza, que se van oscureciendo hacia las puntas, en contraste con su rostro blanco. Presenta bridas negras y ojos rojos. El plumaje de las partes superiores de su cuerpo es de color castaño oscuro y las inferiores blancas, con flancos rojizos. En invierno pierde las golas, haciéndose blancos los laterales de su cabeza, incluida la zona superciliar. En invierno sus partes superiores son grisáceas y las inferiores blancas, y su afilado pico se torna rosáceo. Los polluelos se caracterizan por tener la cabeza y el cuello listados en blanco y negro.

## Taxonomía y etimología
El somormujo lavanco fue descrito científicamente por Carlos Linneo en 1758 en la décima edición de su obra Systema naturae, con el nombre de colymbus cristatus, que significa «colimbo crestado». Posteriormente fue trasladado al género Podiceps, creado por John Latham en 1787, aunque clasificado como el resto de su familia junto con los colimbos en Colymbiformes. Hasta el siglo XX no se separaron los somormujos y zampullines en su propio orden, Podicipediformes. Se reconocen tres subespecies de somormujo lavanco:
- P. c. cristatus - se extiende por Eurasia;
- P. c. infuscatus - presente en África;
- P. c. australis - ocupa Australasia.

La etimología tanto del nombre de su género como el de su especie es latina. Podiceps procede de la combinación de las palabras podicis que significa «ano» y pes que significa «pie», en referencia a la posición trasera de sus patas. Por su parte, cristatus significa «crestado», en alusión al plumaje de su cabeza en época de cría.

## Distribución y hábitat

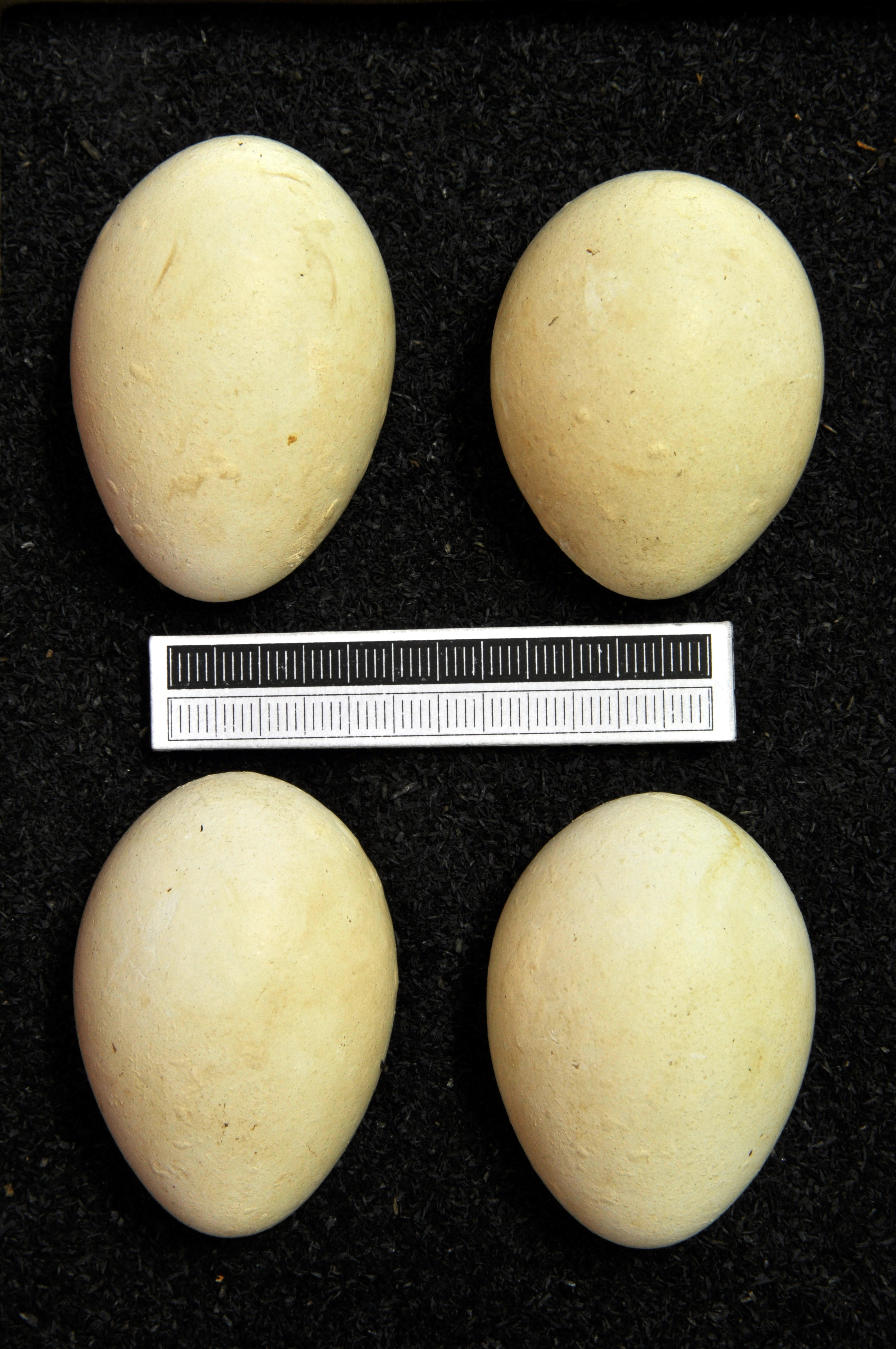
Huevo de Podiceps cristatus.

El somormujo lavanco se extiende por las regiones templadas del Viejo Mundo. Cría en áreas de vegetación densa de los lagos y lagunas. Aunque no anida a gran altitud, alcanza los 1200 m s. n. m. en algunas regiones. Tampoco rechaza los estanques con vegetación palustre que ofrecen los parques de algunas ciudades. La subespecie P. c. cristatus se encuentra por la mayor parte de Eurasia. Es sedentario en las zonas de clima más suave, pero es migratorio en las zonas más frías.  En invierno también frecuenta los lagos, además de las costas y los embalses. Las subespecies africana, P. c. infuscatus, y de Australasia, P. c. australis, son principalmente sedentarias o dispersivas localmente.
Es un ave muy frecuente en las lagunas y marismas de la península ibérica.

## Comportamiento

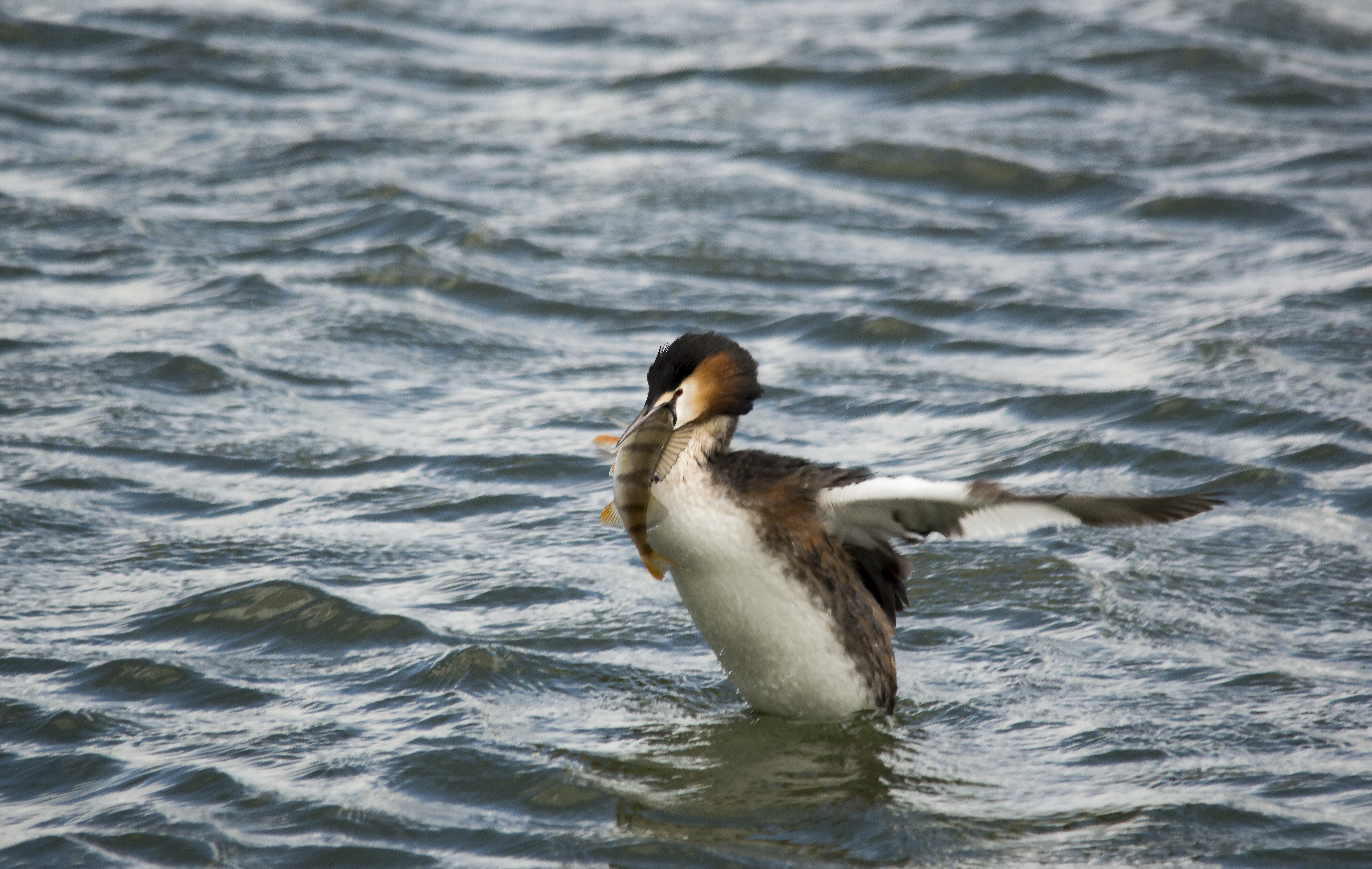
Se alimentan principalmente de peces.

### Alimentación
Se alimenta principalmente de peces, aunque también consume crustáceos, insectos y ranas pequeñas, que capturan sumergiéndose en el agua.

### Reproducción

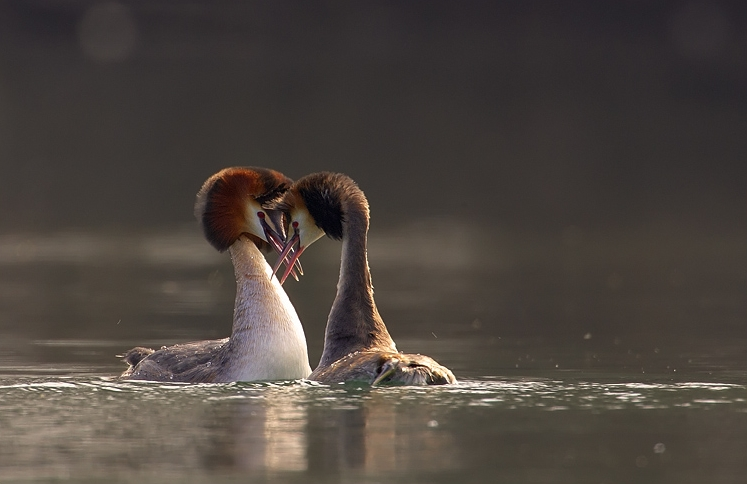
Pareja durante el cortejo.

La parada nupcial del somormujo lavanco es muy compleja y resulta muy llamativa. Las parejas se contonean mientras nadan, realizando movimientos de cabeza, erizan sus moños y sus golas enfrentados, imitando los movimientos del otro. En la fase final, se alzan pecho contra pecho sosteniendo en el pico plantas acuáticas que han arrancado del fondo. El comportamiento reproductivo del somormujo lavanco fue objeto de estudio en una de las obras consideradas hitos de la etología aviar: la publicación en 1914 de Julian Huxley The Courtship‐habits of the Great Crested Grebe (Podiceps cristatus) (Hábitos de cortejo del somormujo lavanco).

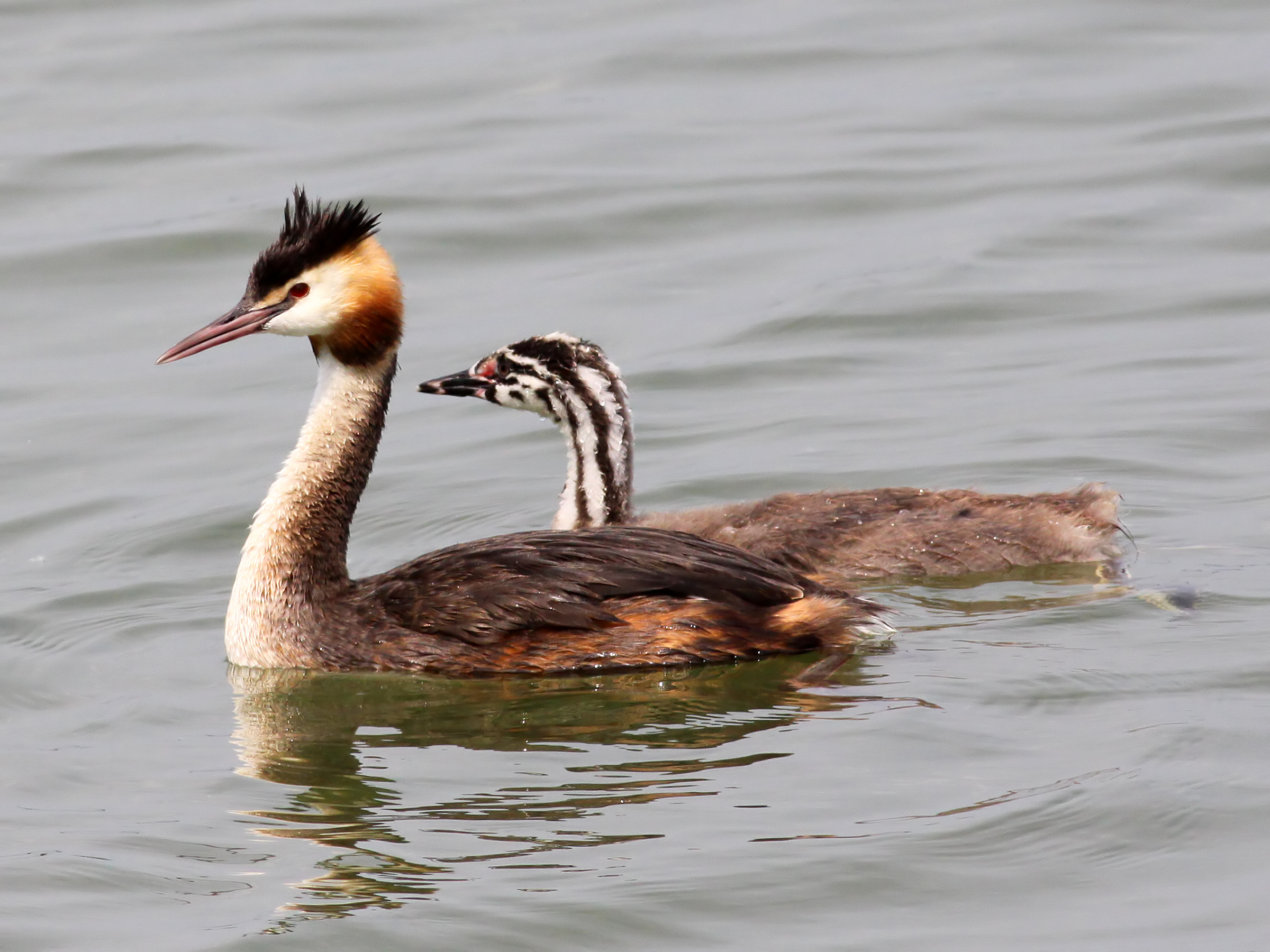
Adulto con un pollo crecido.

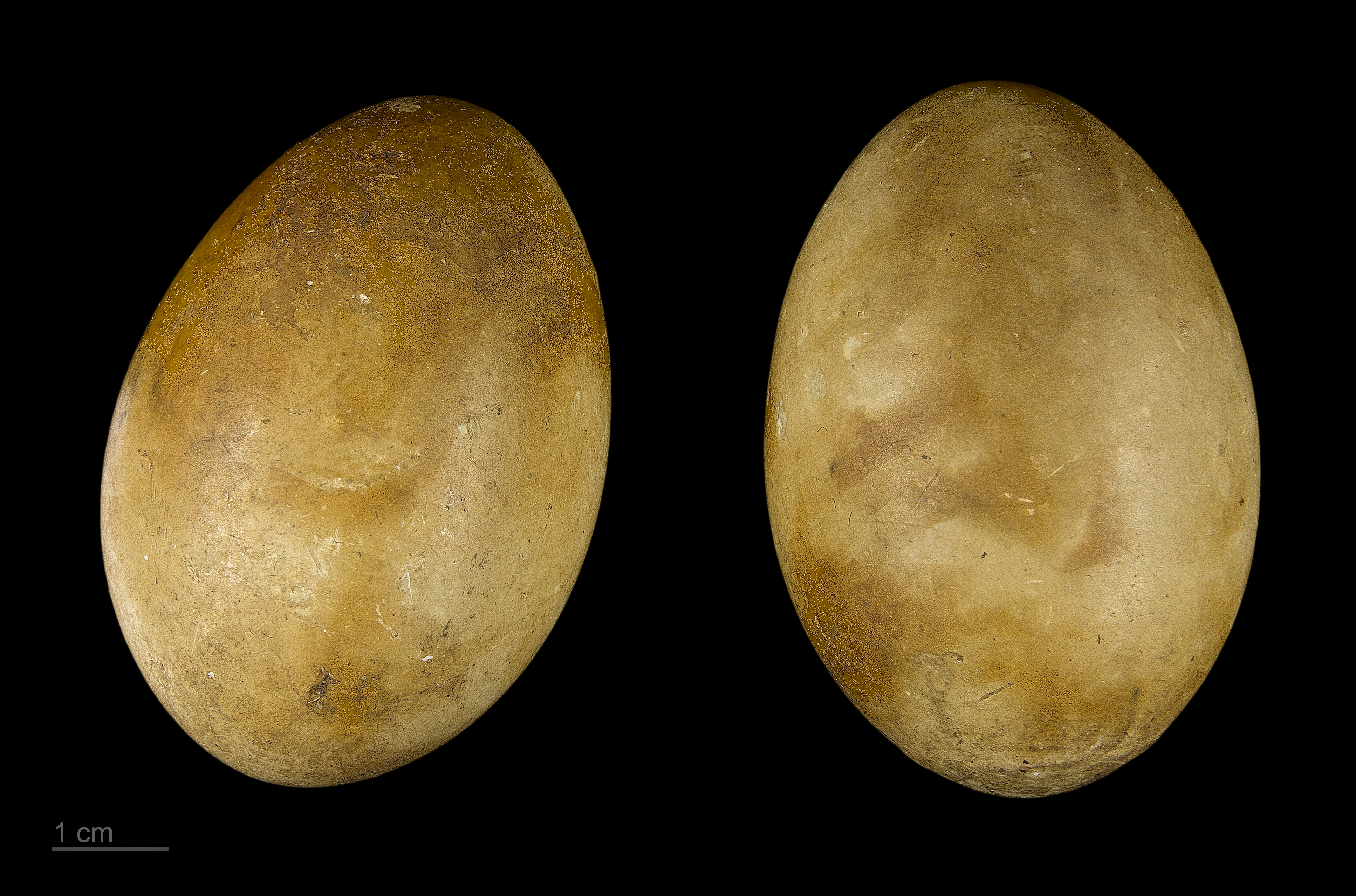
Podiceps cristatus - MHNT

Construyen el nido junto al agua entre la vegetación ribereña. Después, las puestas pueden comenzar en marzo y las últimas en la primera quincena de septiembre. Generalmente ponen dos huevos. Los pollos tienen el cuerpo parduzco con la cabeza y el cuello listado en blanco y negro. Aunque los pequeños somormujos nadan desde que nacen, con frecuencia son transportados al principio  en la espalda de sus progenitores, trepan al dorso de sus padres y se ocultan bajo las plumas de sus alas. Cuando hay más de uno, los polluelos se reparten entre los miembros de la pareja.

## Conservación y amenazas
Globalmente el somormujo lavanco está catalogado como especie bajo preocupación menor por la UICN. En la directiva de aves europea su estado se clasifica como «Segura» (S). En España se cataloga como «No amenazada» (Na) y está incluida en el Real Decreto 439/90: II (especie de interés especial). Aparece en el Convenio de Berna: II (especies de fauna estrictamente protegidas).
En el pasado la principal amenaza era la caza, lo que en la actualidad no es un problema importante para la especie. En la actualidad resultan afectados por las modificaciones de sus hábitats para usos deportivos o aprovechamiento hidroeléctrico. Los ejemplares que crían en los embalses, tienen puestas asincrónicas debido a las fuertes oscilaciones del nivel de agua, que dan al traste con un buen número de nidos todos los años.